# Марлі та я
«Марлі та я» (англ. «Marley & Me») — американська драма 2008 року режисера Девіда Френкеля. Сюжет базується на однойменній автобіографічній книзі американського журналіста Джона Грогана. У головних ролях у кінофільмі знялися Оуен Вілсон та Дженніфер Еністон.
У США фільм вперше було продемонстровано 25 грудня 2008 року, в Україні — 12 березня 2009 року.

## Сюжет
Джон Гроган і Джен — молода родина журналістів. Одружившись, вони переїжджають із Мічигана до Флориди, де обох наймають на роботу репортерами в газети, що конкурують між собою. У той час, як кар'єра Джен стрімко набирає обертів, Джон вимушений писати статті про нудні місцеві новини, некрологи й не без заздрощів спостерігати за роботою свого товариша Себастіяна.
Із часом Джон розуміє, що оселившись із чоловіком у власному будинку, Джен незабаром мріятиме про дитину. Себастіан радить йому завести песика, про якого жінка піклуватиметься. За три тижні до дня народження Джен, Джон везе її на оглядини цуциків-лабрадорів. Хазяйка каже, що того цуцика, якого вподобала Джен, вона віддасть зі знижкою. Тоді Джен вирушає на кілька днів у відрядження. У цей час Джон має забрати цуцика додому. У машині він вмикає радіо й чує пісню Боба Марлі. Тоді він розглядає ім'я «Боб» для песика, проте врешті зупиняється на тому, щоб наректи його Марлі. Виявляється, що Марлі гіперактивно поводиться й не проти погризти все, що трапляється йому на шляху. На ніч Джон сподівається залишити цуцика в гаражі, проте той гучно скавулить і не дає спати хазяїнові. Вранці Джон вирушає в аеропорт до Джен. Повернувшись додому, вони бачать, що пес перегриз стінку із гаража в будинок й розкидав усі речі.
План Джона спрацював: вся їхня увага була прикута до Марлі, тому часу на планування дитини не лишалося. Натомість і Марлі спричиняв немало клопотів молодій родині. Вони намагалися пройти курси дресування собаки, та тренер відмовилася працювати з таким неслухняним лабрадором.
Одного вечора, коли Джон повертався з роботи додому, він побачив у вікні, як його дружина танцювала з собакою. Тоді він вирішив, що настав час заводити дитину.
Перша їхня спроба виявилася невдалою: Джен втратила дитину. Після цього Джон замислився над своєю кар'єрою. Для того, щоб більше заробляти, він став вести колонку в газеті, хоч і мріяв бути репортером. У своїй колонці він описував всі кумедні випадки, що траплялися з ним і Марлі. Тепер Джон вирішив пожертвувати своєю кар'єрою заради майбутньої дитини.
За кілька років у Джона й Джен було двоє синів. Джен вимушена була піти з роботи, та їй було важко самій удома впоратися з двома дітлахами й неслухняним лабрадором. Тому вона стала вимагати, щоб її чоловік позбувся собаки. Та наступного ж дня вона зрозуміла, що не зможе залишити Марлі.
Ще за рік у родині Гроганів з'явилася дівчинка. Джону виповнилося сорок років. Він разом із собакою переживав зміни, що траплялися з ними з часом. На день народження Джен запропонувала чоловікові переїхати до Пенсільванії, де Джон зміг би нарешті працювати репортером, а не вести нудну колонку в провінційному містечку.
Вони разом із трьома дітьми й Марлі переїхали до нового будинку й радісно жили там. Та із часом Джон зрозумів, що він звик до ведення колонки й йому важко не вкладати душу в свої сухі репортерські статті.
Тим часом у Марлі трапився заворот кишок. Джон повіз пса до ветеринара: вона повідомила, що другого такого випадку Марлі не перенесе. Тим часом Джен переглядала старі статті Джона, в яких він описував випадки, що траплялися з ними і собакою. Діти сумували за хворим Марлі.
Наступного ранку Марлі повернули додому, та сили залишали його. За деякий час у нього вдруге стався заворот кишок і Джон наважився попрощатися із своїм Марлі: Джон сказав, що він був найкращим собакою, тому що завжди, не зважаючи на все, любив своїй хазяїв.

## У головних ролях
- Оуен Вілсон — Джон Гроган;
- Дженніфер Еністон — Джен — його дружина;
- Ерік Дейн — Себастіан Тьюнні — товариш Джона;
- Алан Аркін — Ерні Клейн — редактор Флоридської газети, в якій працював Джон;
- Гелі Гудзон — Деббі;
- Гелі Беннетт — Ліза;
- Кетлін Тернер — місіс Корнблат — тренер для собак, що відмовилася працювати з Марлі;
- Натан Гембл, Брайс Робінзон, Ділан Генрі — Патрік Гроган у 10, 7 та 3 роки;
- Фінлі Якобсен, Бен Гіланд — Конор Гроган у 8 та 5 років;
- Люсі Мерріам — Коллін Гроган;
- Забріна Гевара — медсестра

Сюжет кінофільму охоплює 14 років життя Марлі, тому в його ролі знімали 14 різних жовтих лабрадорів.

## Кінокритика
На сайті Rotten Tomatoes кінофільм отримав рейтинг у 62% (80 позитивних та 49 негативних відгуків). На сайті Metacritic рейтинг фільму становить 53.
Роджер Іберт у рецензії на кінофільм зазначив: «Марлі та я» — весела родинна кінострічка про молоду пару, що розпочинають нове життя із новим будинком, новою роботою, новим собакою й, зрештою, трьома дітьми, яких собака не їсть, або ж стрічка не здобула б рейтинг PG. Оуен Вілсон і Дженніфер Енністон втілили Гроганів як сміливих і кмітливих. Кожна пара має переживати злети й падіння в своєму шлюбі, та Луї XVI і Марія Антуанетта, якщо б жили в наші часи й прийняли до себе Марлі, він з'їв би їхні дорогоцінності, й вони б втекли з палацу й відреклися корони".